# Зърновци (община)
Зърновци (на македонска литературна норма: Општина Зрновци) е община, разположена в източната част на Северна Македония със седалище едноименното село Зърновци.
Общината обхваща 3 села в южната част на Кочанското поле по средното течение на река Брегалница в подножието на планината Плачковица на площ от 55,82 km2. Населението на общината е 3344 (2002), от които 3293 македонци, останалите власи, турци, сърби. Гъстотата на населението е 58,47 жители на km2.

## Структура на населението
Според преброяването от 2002 година община Зърновци има 3264 жители.
| Етническа принадлежност | Процент |
| македонци               | 99,48%  |
| албанци                 | 0,00%   |
| турци                   | 0,00%   |
| роми                    | 0,00%   |
| власи                   | 0,40%   |
| сърби                   | 0,06%   |
| бошняци                 | 0,00%   |
| други                   | 0,06%   |